# Апий Клавдий Крас (консул 451 пр.н.е.)
Вижте пояснителната страница за други личности с името Апий Клавдий Крас.
Вижте пояснителната страница за други личности с името Апий Клавдий Сабин.
Апий Клавдий Крас Инрегиленсис Сабин  (на латински: Appius Claudius Crassus Inregillensis Sabinus) е консул на Римската република през 451 пр.н.е. и един от децемвирите от 451 пр.н.е. до 449 пр.н.е. Той е единственият човек, който е член и в двата децемвирата.

## Биография
Произлиза от патрицииската фамилия Клавдии. Син е на Апий Клавдий Крас (консул 471 пр.н.е.). Гай Клавдий Инрегиленсис Сабин (консул 460 пр.н.е.) е негов чичо, а негов дядо е Апий Клавдий Сабин Инрегиленсис (консул 495 пр.н.е.).
През 451 пр.н.е. Апий Клавдий е консул с Тит Генуций Авгурин. Той подпомага на желанието на плебеите за написан закон. През същата година, Апий Клавдий е в колегията на първия децемвират. През 450 пр.н.е. се завършват първите десет закона от Закони на дванадесетте таблици. През 449 пр.н.е. той е избран и във втория децемвират. След свършването на мандата на втория децемвират, децемвирите отказват да напуснат.
Апий Клавдий е намесен в афера с младото плебейско момиче Вергиния, която е убита по тази причина от баща ѝ. Това води до бунт срещу децемвирата и неговото разпадане. Започва отново нормалният магистрат (magistratus ordinarii). През 449 пр.н.е. консулите Марк Хораций Барбат и Луций Валерий Поцит сменят децемвирите.
Апий Клавдий вероятно е убит или се самоубива след скандала около Вергиния.
Историята за Апий Клавдий, Вергиния и баща ѝ оттогава е предпочитана тема за трагедии.